# Étienne Grelewski
Stefan Grelewski ou Étienne Grelewski  (né le 3 juillet 1898 à Dwikozy, mort en martyr le 24 mai 1941 à Dachau) est un prêtre catholique polonais, béatifié par l'Église catholique en 1999. Il fut prêtre du diocèse de Radom (ordonné en 1921) et Docteur en théologie de la Faculté de théologie catholique de Strasbourg (1924).

## Biographie
Etienne étudia au Sandomierz jusqu'en 1916 puis s'inscrit à l'université catholique de Lublin. Il est ordonné prêtre de l'Église catholique en 1921. Il entre à la Faculté de théologie catholique de Strasbourg et y obtient un doctorat en droit canonique en 1924. Il est responsable à la même époque des paroisses polonaises d'Alsace où se regroupaient les ouvriers émigrés de Pologne.
Il sera arrêté en 1941 en même temps que son frère Casimir Grelewski (1907-1942), prêtre également. Tous deux seront déporté  au camp de Dachau où Étienne meurt à la suite de mauvais traitements. Son frère Casimir y sera lui exécuté par pendaison en 1942.
Étienne et Casimir seront béatifiés par le pape Jean-Paul II en 1999 avec d'autres martyrs de la seconde guerre mondiale.